# Колски залив
Ко̀лският залив (руски: Кольский залив) е залив на Баренцово море, на северния бряг на Колския полуостров, в Мурманска област на Русия. Вдава се в сушата на 57 km, ширина на входа 7 km, в южната част 1 km, дълбочина във входа 200 – 300 m. Източният му бряг е планински, предимно стръмен, а западния е по-полегат. Дъното му е каменисто. В него се вливат реките Тулома и Кола. Приливите са полуденонощни с амплитуда до 4 m. През зимата в южните му части край брега се образува ледена покривка. По бреговете му са разположени градовете Мурманск, Североморск, Полярни и Скалисти.

## Топографска карта
- Лист от карта R-36-XXVII,XXVIII Мурманск. Мащаб: 1 : 200 000.